# Tegenaria domestica
Tegenaria domestica (Clerck, 1757), comunemente noto in Europa col nome di tegenaria o ragno delle case, e in America come Barn funnel weaver, per via delle ragnatele imbutiformi che costruisce, è un ragno appartenente alla famiglia Agelenidae, molto comune nelle case italiane e diffuso in tutta Europa.

## Biologia

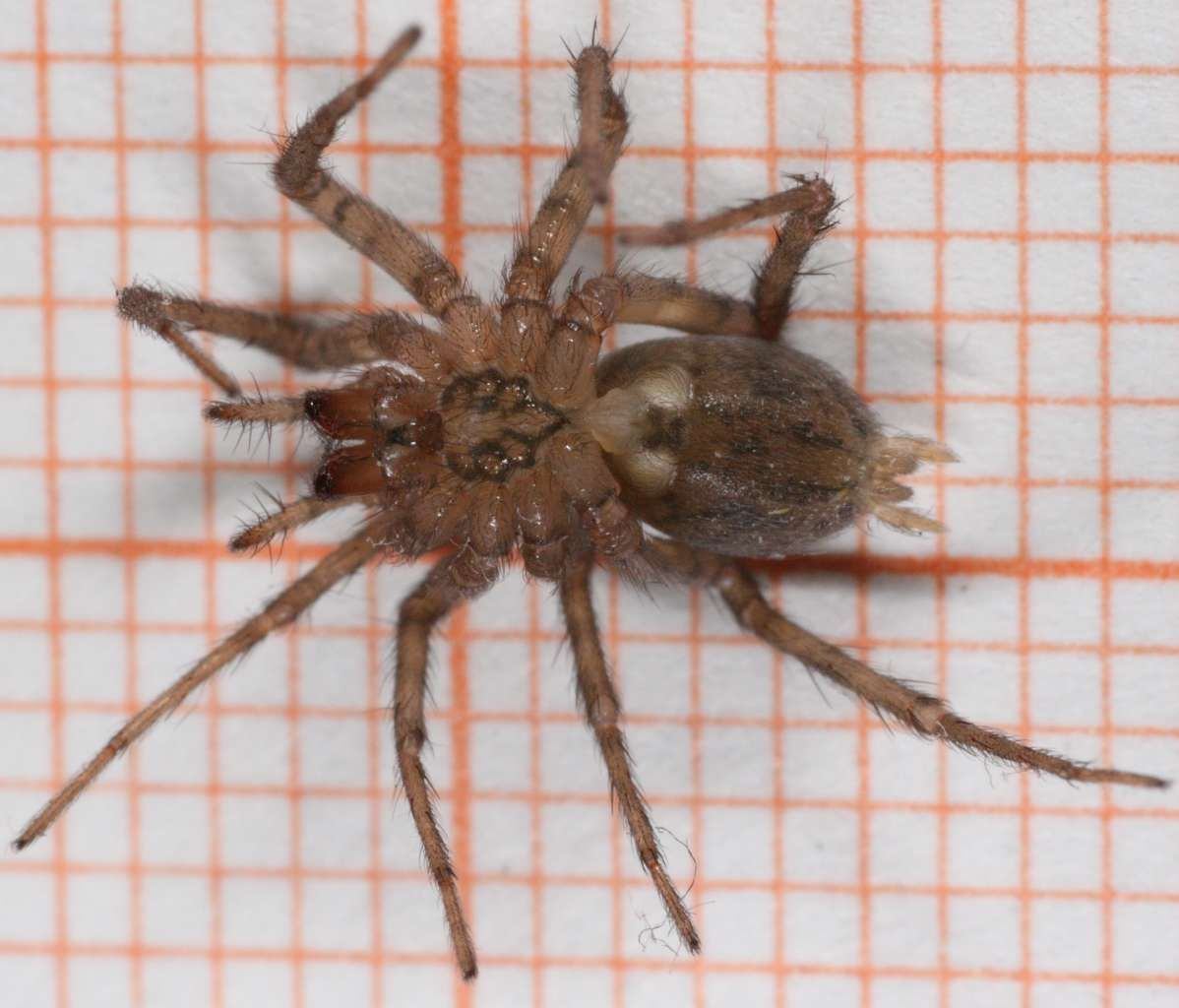
Vista ventrale, in evidenza le cospicue filiere

Il veleno del ragno non è in grado di costituire una minaccia per l'uomo data l'impossibilità del suo morso di penetrare la cute umana, possibilità riservata solo al più grosso Tegenaria duellica, comunque di scarsissima pericolosità per la salute umana, e alla tegenaria dei campi, Tegenaria agrestis, il cui morso è stato rilevato sull'uomo solo per gli esemplari diffusisi nel continente americano.

## Aspetto
I ragni possiedono corpi allungati un po' appiattiti sul cefalotorace e con l'addome dritto. Il loro rapporto corpo/gambe è di solito 50-60%, e una dimensione del corpo di 7,5-11,5 mm nelle femmine e 6–9 mm nei maschi. Raggiungono la maturità a fine estate, in autunno.
I maschi di solito si distinguono dalle femmine per avere le zampe più lunghe, sono più agili, possiedono pedipalpi più gonfi e addome più elongato. Altre distinzioni tra i sessi sono strettamente comportamentali.
La colorazione è tipicamente da arancione scuro a marrone, beige e grigiastro con una caratteristica comune delle zampe a righe, e due strisce longitudinali opache e nere sul cefalotorace. L'addome è screziato di marrone, beige e grigio ed ha un motivo gallonato che corre longitudinalmente lungo la sua parte superiore.
La ragnatela è orizzontale, di solito tessuta in un angolo, e dotata di un rifugio tubulare.

## Riferimenti nella cultura di massa
La Tegenaria domestica viene menzionata ne Il lungo addio di Raymond Chandler dallo scrittore Roger Wade, che chiarisce che si tratta del comune ragno saltatore e che le si rivolge dandole il nomignolo di Tejji (Raymond Chandler, Il lungo addio. Adelphi pag 163. Traduzione di Gianni Pannofino)